# Grosser Lafatscher
Le Grand Lafatscher ou Großer Lafatscher est un sommet des Alpes, à 2 696 m, dans le massif des Karwendel, et précisément du chaînon de Gleirsch-Halltal, en Autriche (Tyrol).